# Liste der Baudenkmale in Dranske
In der Liste der Baudenkmale in Dranske sind alle Baudenkmale der Gemeinde Dranske (Landkreis Vorpommern-Rügen) und ihrer Ortsteile aufgelistet. Grundlage ist die Veröffentlichung der Denkmalliste des Landkreises Vorpommern-Rügen, Auszug aus der Kreisdenkmalliste vom August 2015 und vom Juli 2017.

## Dranske
| ID             | Lage                                                                              | Bezeichnung         | Beschreibung | Bild           |
| -------------- | --------------------------------------------------------------------------------- | ------------------- | --- | -------------- |
| 01001 Wikidata | Schulstraße, Ringstraße, Karl-Liebknecht-Straße, Wieker Straße, Seestraße (Karte) | Gartenstadt Dranske | Die Gartenstadt Dranske wurde ab 1934 für die Angehörigen der Wehrmacht und ihre Familien errichtet, die auf dem Stützpunkt auf der Halbinsel Bug tätig waren. Das alte Dorf Dranske wurde hierfür fast völlig abgerissen. Insgesamt 85 Zwei-, Vier- und Achtfamilienhäuser entstanden in der Siedlung. | Weitere Bilder |

## Starrvitz
| ID             | Lage                  | Bezeichnung | Beschreibung | Bild       |
| -------------- | --------------------- | ----------- | ------------ | ---------- |
| 00311 Wikidata | Starrvitz, Gramtitz 5 | Bauernhaus  |              | Bauernhaus |

## Lancken
| ID    | Lage                         | Bezeichnung                                                          | Beschreibung | Bild           |
| ----- | ---------------------------- | -------------------------------------------------------------------- | --- | -------------- |
| 00390 | Lancken, Am Gutspark (Karte) | Park mit Grablege und Umfassungsmauern, Gutshaus – Ruine, Hauptallee | Barocker 2-geschossiger, 8-achsiger Putzbau von um 1720 mit Krüppelwalmdach und Fledermausgauben sowie der dazugehörige Park Dranske-Lancken; Gut der Familien von der Lancken (1608–1878), Wandhausen und Klincke; Gut nach 1945 enteignet und aufgesiedelt. Seit 1963 leerstehend und dem Verfall preisgegeben. | Weitere Bilder |

## Quelle
- Denkmalliste des Landkreises Vorpommern-Rügen